# Visby (Denemarken)
Visby (Duits: Wiesby im Schleswig) is een plaats in de Deense regio Zuid-Denemarken, gemeente Tønder, en telt 375 inwoners (2015). Visby heeft een kerk, gemeenschapshuis, benzinestation en de ruïne van Trøjborg Slot.